# Лисунов Ли-2
Лисунов Ли-2 / Ли-2 је совјетски двомоторни, вишеседи, нискокрилни авион, рађен по лиценци Даглас DC-3. Намењени су за кратке и средње линије ваздушног путничког саобраћаја и војним потребама као транспортни, десантни и санитетски авион. Поред Совјетског Савеза коришћен је још у 13 земаља. У цивилном саобраћају је коришћен од 1946 до 1970. године.

## Пројектовање и развој
Иако је лиценца купљена још 1936. године освајање производње је ишло мукотрпно с обзиром да је DC-3 и конструктивно и технолошки био изузетно модеран авион прављен од алуминијумских легура у којима је Совјетски Савез оскудевао. На то се још надовезао и Други светски рат када су Совјети морали да дислоцирају своју индустрију тако да је серијска производња овог авиона почела тек 1942. године. Рат је променио и намену овог авиона тако да је уместо путничког ово постао транспортни авион за војне потребе. По завршетку рата 1945. године поново је почела производња путничких и карго авиона. Произведено је укупно 2.930 авиона овог типа.

## Технички опис
Ли-2 је нискокрилни путнички авион металне конструкције чија се конструкција крила и трупа узета од авиона DC-3. Труп авиона је готово кружног попречног пресека монокок конструкције. На почетку трупа се налазила кабина пилота са два седишта једно поред другог а затим путничка кабина или товарни простор код транспорних авиона. Са обе стране трупа налазили су се правоугаони прозори са десне стране их је било седам а са леве шест. Са леве стране трупа су се налазила врата.
За погон авиона су коришћени два клипна радијална ваздухом хлађена мотора са девет цилиндара Швецов АШ-62ИР снаге 1.000 KS сваки. На вратилу мотора се налазила трокрака метална елиса са променљивим кораком пречника 3,51 m.
Крила авиона Ли-2 су са две рамењаче кутијастог типа. Конструкција је метална а облога од алуминијумског лима закивцима причвршћена за носећу конструкцију. Облик крила је трапезаст а нападна ивица је закошена у односу на труп авиона према репу. У унутрашње шупљине крила (кутије) су смештени резервоари са горивом.
Реп авиона се састоји од једног вертикалног стабилизатора и кормила правца и два хоризонтална стабилизатора са кормилима дубине. Носеће конструкције репа су металне а облога од алуминијумског лима причвршћена закивцима. Управљачке површине кормило правца и кормило дубине су металне конструкције обложене импрегнираним платном.
Стајни трап му је трицикл, предњи точкови су увлачећи у носаче мотора, а задњи само усмеравајући се налази на репу авиона.

### Варијанте авиона Ли-2
- ПС-84 - Путнчки авион, опремљен са 14-28 места. Нешто мањи распон, лакши и са слабијим мотором у односу на ДЦ-3. Теретна врата су пребачена на десну страну трупа.
- Ли-2 - Војни транспортни авион са одбрамбеним наоружањем (овако означен од 17. септембра 1942).
- Ли-2Д - Транспорта верзија (1942), са појачаним подом, наоружањем, плус теретна врата (нешто мања од Ц-47) на левој страни.
- Ли-2П - Основни путнички модел са 15 до 24 путника (1945).
- Ли-2Т - Основни транспортни модел (1945)
- Ли-2ПГ - Путничко-карго верзија, развијен за Аерофлот.
- Ли-2Р - Извиђачка верзија, опремљена са избоченим прозорима иза кокпита.
- Ли-2ВВ - Бомбардер верзија (1942)
- Ли-2Б - Авион направљен за лет на великим висинама ЛИ-2, опремљени турбо моторима.
- Ли-3 - Југословенски верзија опремљена америчким мотором Pratt & Whitney R-1830 (слично ДЦ-3)
- Ли-2Т(СБ) - Пољска верзија авиона за обуку пилота бомбардера

## Земље које су користиле Авион Лисунов Ли-2 / Ли-3
| - Бугарска - Чехословачка - Кина - Мађарска - Лаос - Мадагаскар - Монако | - Северна Кореја - Северни Вијетнам - Пољска - Румунија - Совјетски Савез - Сирија - Југославија |

## Оперативно коришћење
У Току Другог светског рата коришћен је у Совјетском Савезу као транспортни авион за превоз трупа и материјала, као десантни авион за падобраце, за снабдевање партизана иза линије фронта, ноћни бомбардер, санитетски авион, метеоролошки као и за превоз војних и цивилних руководилаца. Овим авионом је пренет документ о капитулацији Немачке 9. маја 1045. године из Берлина у Москву. После рата је коришћен као путнички и карго авион. Продат је у 13 земаља, где је коришћен за правоз путника и робе на кратким и средњим линијама.

### Авион Лисунов Ли-2 / Ли-3 у Југославији
Једанаест авиона Лисунов Ли-2 је Југославенска армија добила као војну помоћ од Совјетског Савеза 1945. године. и чинили су основни део транспортне авијације у нас. Постепено је 10 од ових авиона обновљено у периоду од 1953 до 1961. године тиме што су у њих уграђени амерички мотори Pratt & Whitney R-1830 који су иначе били уграђени у авионе Даглас C-47 и тиме авионе Ли-2 довели на стандард C-47. После модификације нови тип авиона је добио ознаку Лисунов Ли-3, а у служби у ЈРВ и ПВО био је од 1953. до 1970. године када су замењени транспортним авионима Ан-26.
Поред ЈАТ-а 1947 године у Југославији је основана још једна авио компанија ЈУСТА (Југословенско-совјетско акционарско друштво за цивилно ваздухопловство) које је поседовало 10 путничких авиона Ли-2 и два теретна авиона Ли-2Т. Овим авионима су одржаване како домаће тако и међународне линије. После резолуције ИБ-а и прекида свих веза између Југославије и СССР-а, августа месеца 1949. године ЈУСТА је ликвидирана а авиони Ли-2 враћени у Совјетски Савез.